# Ijorianos
Os Ijorianos (inkerikot, isurit, ižoralaine, inkeroine, ižora, ingermans, ingers, ingrian), juntamente com os Vótios, são um nativos da Íngria. Um pequeno numero ainda pode ser encontrado na parte ocidental da Ingria, entre os rios Neva e Narva, no noroeste da Rússia.